# Keson

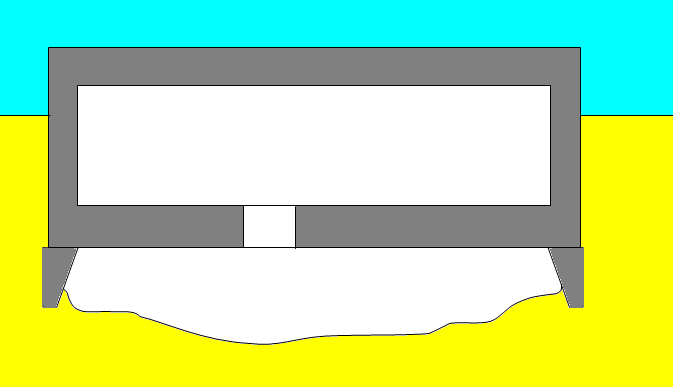
Schéma kesonu

Keson (z franc. caisson) je speciální typ potápěčského zvonu. Obvykle je to dutý kvádr bez dna, který se používá ve stavebnictví pro práce vykonávané pod hladinou vody. Termín se ale často používá i pro potápěčské zvony jiných účelů, zvláště pro déledobý pobyt.
Díky tomu, že tlak vzduchu v kesonu je stejný jako ve vodě, jeho konstrukce nevyžaduje pevnost vůči tlaku vodního sloupce v příslušné hloubce (např. v 10 metrech by musela unést 10 tun na každý čtverecní metr). Je možné v něm pobývat bez potápěčského dýchacího přístroje. Ke kesonu je přiváděn stlačený vzduch od kompresoru, který doplňuje a vyměňuje vydýchaný vzduch.
Dělníci (kesonáři) sestupují do kesonu svislou trubkou s žebříkem, která je v horní části opatřena přechodovou komorou, opatřenou vzduchotěsně uzavíratelným vchodem a průchodem do trubky. Poté, co dělník vstoupí do přechodové komory, je tato uzavřena a tlak je v ní zvýšen na tlak v kesonu. Poté se otevře spodní průchod a kesonář může sestoupit. Výstup probíhá opačně, při snižování tlaku je ale při práci v hloubkách větších než asi 7 m (viz dekompresní tabulky) nutné dodržet správný postup dekomprese, jinak hrozí dekompresní nemoc (dříve označovaná jako nemoc kesonová).
V původním významu (odvozeném z fr. caisse krabice), existovaly i kesony otevřené, v pricipu podobné provizornímu hrazení, ale sestavené na souši, následně odtažené na místo a ponořené. Ty ovšem postrádaly podporu konstrukce vnitřním tlakem.
Kesony se využívají například pro zapouštění mostních pilířů. Keson je vyroben z oceli nebo betonu. Keson vlastní vahou klesá do vykopané stavební jámy a dělníci uvnitř něj odkopávají podloží. Po zapuštění do dostatečné hloubky je keson vyplněn betonem a slouží jako část pilíře.
K pracím pod vodou se keson využívá od 19. století, ale dřevěné kesony byly použity již v roce 1740 při zakládání pilířů Westminster Bridge. Dnes už se využívá pouze minimálně, zakládání pomocí kesonů bylo nahrazeno modernějšími metodami a ostatní práce vykonávají pracovní potápěči.